# Back to Me (álbum de Howie Dorough)
Back to Me é o álbum de estreia de estúdio do cantor estadunidense Howie Dorough, mais conhecido pelo nome artístico Howie D. O seu lançamento ocorreu primeiramente no Japão, em 9 de novembro de 2011 e posteriormente em diversos outros países. Inicialmente contendo canções de influência da música latina, Dorough decidiu modificar o gênero do álbum para o pop-dance após uma autoanálise. Back to Me contém oito faixas co-compostas por ele e os singles "100", "Lie to Me" e "Going Going Gone", foram os retirados do álbum.

## Antecedentes e produção
A produção inicial do primeiro álbum solo de Howie D ocorreu em 2002, em meio a uma pausa nas atividades de seu grupo Backstreet Boys. Dorough inicialmente imaginou o álbum como tendo referências a música latina, já que ele possuía a intenção de distanciar-se da música produzida pelo Backstreet Boys, dessa forma, ele gravou cerca de oito faixas demo durante o período. Em 2004, quando o grupo reuniu-se para a gravação de seu próximo álbum de estúdio, seu projeto solo foi arquivado. Dorough o revisitou novamente em 2008, trabalhando nas demos que havia escrito anteriormente e também em novos materiais, além de realizar um anúncio oficial sobre o álbum. 
Após o sexto álbum do Backstreet Boys, This is Us (2009) e sua respectiva turnê mundial, Dorough retornou ao estúdio para concluir o álbum, juntamente a isso, seu companheiro de grupo AJ McLean, havia trabalhado em um projeto solo no Japão na época, o que fez com que Dorough fosse incentivado por McLean a se aproximar da Avex Group, lhe rendendo também um contrato de gravação. Para a conclusão do álbum, Dorough decidiu retrabalhar algumas de suas faixas, alterando a letra e a composição para as adequar a mudança de direção musical para o gênero pop-dance e não distanciar-se do material produzido pelo Backstreet Boys. Sobre esta alteração ele comentou em entrevista a Aol Music dizendo: 
| “ | (...) comecei a pesquisar profundamente e perceber que, se falasse espanhol fluentemente, seria algo mais natural. Mas eu cresci em uma família meio anglo-saxônica e meio hispânica e o espanhol não era minha primeira língua quando criança. Eu aprendi, mas não sou fluente. Não queria parecer algo que não sou para as pessoas. Seguir nessa direção parecia um pouco mais real com quem eu sou e como as pessoas conhecem o Howie. Eu tenho um braço de fãs latinos por aí, então guardei algumas músicas, (...) mas a maioria deste álbum é mais pop e dance. | ” |

## Promoção e lançamento
Antecedendo o lançamento de Back to Me, Dorough lançou o single "100", que lhe rendeu uma turnê promocional no Japão. Dessa forma, ele foi convidado a gravar material exclusivo para o mercado japonês, como recompensa aos seus fãs e, como tal, juntou-se ao cantor Yu Shirota, que ele havia descoberto enquanto pesquisava por artistas japoneses populares. Os dois se reuniram para gravar a faixa "If I Say" escrita por Dorough, que tornou-se uma das faixas bônus japonesas do álbum. Adicionalmente,  o single "Lie to Me" foi lançado em 4 de outubro, previamente ao álbum. Back to Me foi lançado em 15 de novembro, através de formato digital em diversos países, sua edição em CD foi lançada nos Estados Unidos através da HowieDolt Music, e no ano seguinte na Alemanha pela Membran Media GmbH. 
De 20 a 28 de outubro de 2011, Dorough serviu como ato de abertura da turnê Femme Fatale Tour de Britney Spears na América do Sul. Em 28 de fevereiro de 2012, o último single do álbum de nome "Going Going Gone" foi lançado.

## Lista de faixas
| Back to Me - edição padrão |                              |                                                             |                                              |         |  |
| N.º                        | Título                       | Compositor(es)                                              | Produtor(es)                                 | Duração |  |
| 1.                         | "100"                        | Robert T. Gerongco Samuel T. Gerongco Jedediah Harper       | Jed Harper Kuya                              | 3:29    |  |
| 2.                         | "Back to Me"                 | Howie Dorough Nicholas Furlong Jerrod Bettis                | Jerrod "Skins" Bettis                        | 3:43    |  |
| 3.                         | "Going Going Gone"           | Dorough Furlong Ry Keyz                                     | Ry Keyz                                      | 3:56    |  |
| 4.                         | "Lie to Me"                  | Chris DeStefano Zac Poor Cam Rindal                         | Chris DeStefano                              | 3:55    |  |
| 5.                         | "Pure"                       | Dorough Nick Carter Daniel James Leah Haywood               | Dreamlab                                     | 3:54    |  |
| 6.                         | "Sleepwaling"                | Steve Lee Olsen Ivan Corrizilia Lauren Evans Michael Linney | Ill Factor                                   | 3:41    |  |
| 7.                         | "Stay"                       | Dorough Poor Christian Nilsson                              | Chris Birgersen                              | 4:23    |  |
| 8.                         | "This Is Just What I Needed" | Dorough Lee Major                                           | Lee Major Dakari                             | 4:15    |  |
| 9.                         | "Dominoes"                   | Dorough Wayne Rodrigues Andrea Remanda Devin "DLP" Parker   | Wayne Rodrigues Devin "DLP" Parker           | 4:04    |  |
| 10.                        | "Over My Head"               | Dorough Rodrigues Kasia Livingston                          | Wayne Rodrigues                              | 3:43    |  |
| 11.                        | "Shatterproof"               | Dorough Rodrigues Jodi Marr                                 | Wayne Rodrigues                              | 3:54    |  |
| 12.                        | "Way to Your Heart"          | Poor Adam Anders Nikki Anders Peer Astrom                   | Adam Anders Peer Astrom Bo Christian Nilsson | 3:34    |  |
| Duração total:             | Duração total:               | Duração total:                                              | Duração total:                               | 46:34   |  |

| Back to Me - faixas bônus da edição alemã |                  |                                                  |         |  |
| N.º                                       | Título           | Compositor(es)                                   | Duração |  |
| 13.                                       | "Over And Under" |                                                  | 4:02    |  |
| 14.                                       | "Unica"          | Dorough George Noriega Jorge Gonzalez Liza Quinn | 4:07    |  |

| Back to Me - faixas bônus da edição japonesa |                                    |                                |         |  |
| N.º                                          | Título                             | Compositor(es)                 | Duração |  |
| 12.                                          | "Unica"                            | Dorough Noriega Gonzalez Quinn | 4:07    |  |
| 13.                                          | "If I Say" (com participação de U) |                                | 3:54    |  |

| Conteúdo bônus em DVD – Edição CD+DVD japonesa |                                                             |         |  |
| N.º                                            | Título                                                      | Duração |  |
| 1.                                             | "100" (Behind the scenes “Photo shooting & Video shooting") |         |  |
| 2.                                             | "100" (Vídeo musical)                                       |         |  |
| 3.                                             | "Back to Me – Recording the Album"                          |         |  |

## Desempenho nas tabelas musicais

### Posições semanais
| Tabela musical (2011)                    | Melhor posição |
| ---------------------------------------- | -------------- |
| Japão - Billboard Japan Top Albums Sales | 67             |
| Japão - Oricon Albums Chart              | 56             |

## Histórico de lançamento
| Região | Data                   | Formato                    | Gravadora       | Ref.   |
| ------ | ---------------------- | -------------------------- | --------------- | ------ |
| Japão  | 9 de novembro de 2011  | CD CD+DVD download digital | Avex Group      | [ 8 ]  |
| Mundo  | 15 de novembro de 2011 | Download digital           | HowieDoIt Music | [ 11 ] |